# Sainte-Croix-du-Verdon
Sainte-Croix-du-Verdon é uma comuna francesa na região administrativa da Provença-Alpes-Costa Azul, no departamento dos Alpes da Alta Provença. Estende-se por uma área de 13,7 km². Em 2010 a comuna tinha 123 habitantes (densidade: 9 hab./km²).